# نيسان جي تي - ار
نيسان جي تي - ار (بالإنجليزية: Nissan GT-R)‏ هي سيارة رياضية من صناعة نيسان موتورز أنتجت في 2007.

## تاريخها
بين عامي 1969 و 1974، ومرة أخرى بين عامي 1989 و 2002، أنتجت نيسان نسخة عالية الأداء من سيدان سكايلين يسمى نيسان سكاى لاين GT-R. أثبتت هذه السيارة لتكون مبدع لنيسان وحققت الكثير من الشهرة والنجاح على حد سواء الطريق والمسار. نيسان GT-R، على الرغم من أنها لم تعد تحمل شارة «الأفق»، لديها تراث في نيسان سكاي لاين GT-R، والذي كان متوفرا فقط في الولايات المتحدة باعتبارها سيارة السوق الرمادية. وعلى غرار الأجيال القادمة من سكاى لاين جي تي - آر إس، فإن نيسان جي تي آر هي سيارة الدفع الرباعي مع محرك توربو مزدوج 6 أسطوانات ولها أربعة مصابيح ذيل دائرية. ومع ذلك، فإن GT-R هو نموذج جديد تماما تقاسم القليل مع أشقاء سكايلين، وإعادة تصميم كاملة من سكايلينس السابقة بدلا من تطور تدريجي. تمت إزالة نظام هيكاس التوجيه رباعي العجلات وتم استبدال المحرك السابق 6-RB26DETT ب V6 VR38DETT الجديد. وبسبب تراث GT-R، كان رمز الشاسيه للنسخة الجديدة كليا يسمى سبا-R35، [9] أو "R35" لفترة قصيرة (حيث تكون كما هي البادئة لمعيار الانبعاث)، وتحمل اتجاه التسمية من الجيل السابق من الأفق غ-R الأجيال. وقد احتفظت جي تي آر أيضا باسمها السابق لأفق الأفق غودزيلا، نظرا إليها من قبل مجلة السيارات الأسترالية ويلز إن إيتس جولاي 1989 إديتيون.

## الإنتاج
نموذج الإنتاج
ظهرت نسخة إنتاج GT-Rفي معرض طوكيو للسيارات عام 2007، الذي تم إطلاقه في السوق اليابانية في 6 ديسمبر 2007. وكان الإطلاق الرسمي الأمريكي بعد سبعة أشهر في 7 يوليو 2008. قدمت شركة نيسان العالمية في لوس أنجلوس عميلا تسليم GT-Rجديدة، طازجة من خط الإنتاج في الساعة 12:01، يوم 7 يوليو 2008. وكان إطلاق الكندي أيضا في يوليو 2008. أصبحت أوروبا السوق الاستهلاكية الثالثة، حيث أطلقت في مارس 2009. و. تفاوت كبير في التسويق الأولي بين هذه الإصدارات الإقليمية ويرجع ذلك إلى نيسان الحاجة إلى بناء مراكز الأداء GT-Rحيث يتم خدمة السيارة.
يتم تصنيع المحركات يدويًا بواسطة أربعة ميكانيكيين مدربين تدريباً خاصاً فقط يطلق عليهم «تاكومي كرافتسمينز» على خط خاص في مصنع يوكوهاما في نيسان، ويتم وضع شارات بأسمائهم على كل محرك من محركات GT-R. يتم تصنيع السيارات في مصنع Tochigi الخاص بهم على خط إنتاج مشترك.

## التصميم
وقد شابه المدير التنفيذي لشركة نيسان، شيرو ناكامورا، GT-R الجديد للروبوتات العملاقة لسلسلة جاندام. وقال ناكامورا: «إن GT-R فريد من نوعه لأنه ليس مجرد نسخة من سيارة رياضية مصممة أوروبيا، وأنه يجب أن تعكس حقا الثقافة اليابانية.» نحت المصممين الأمريكيين نيسان ثلاثة أرباع السيارة الخلفية، في حين أن مصمميها الأوروبيين منحوتة سقف. وقد شاركت «بوليفوني ديجيتال»، وهي مجموعة المبدعين من سلسلة غران توريزمو من ألعاب ألعاب سباقات السيارات، في تطوير GT-R، بعد أن تم التعاقد معها لتصميم شاشةGT-R متعددة الوظائف.
شبّه رئيس قسم الإبداع في نيسان، شيرو ناكامورا، سيارة GT-R الجديدة بـ  روبوتات عملاقة من سلسلة جاندام. صرح ناكامورا: «إن GT-R فريدة من نوعها لأنها ليست مجرد نسخة من سيارة رياضية ذات تصميم أوروبي؛ كان يجب أن يعكس حقًا الثقافة اليابانية».
قام مصممو نيسان الأمريكيون بنحت الثلاثة أرباع الخلفية للسيارة، بينما قام المصممون الأوروبيون بنحت خط السقف. تعدد الأصوات الرقمية، مبتكرو سلسلة  " غران توريزمو " من ألعاب فيديو سباقات السيارات، شاركوا هم أنفسهم في تطوير GT-R ، بعد أن تم التعاقد معهم لتصميم شاشة GT-R متعددة الوظائف.

## منصة نيسان بي أم
```
كانت GT-R هي الطراز الوحيد المصمم على منصة نيسان بريميوم 
[
11
]
 تطور هندسة 
 الجبهة الوسطى (أف أم)
 المقدمة على 
 2001 (V35) سكاي لاين
. إنه 
جسم أحادي
 هجين مُجمَّع على رقصات منخفضة التسامح للغاية مماثلة لتلك المستخدمة في بناء سيارات السباق. يستخدم ألومنيوم ألكوا في غطاء المحرك، وغطاء صندوق السيارة، وجلود الأبواب الخارجية، مع أبراج صدمات أمامية من الألومنيوم المصبوب وهياكل أبواب داخلية. يتم ختم ألواح الهيكل الخارجية باستخدام عملية نقش متعددة الضربات لمزيد من الصلابة والدقة. تم تقوية الهيكل من خلال دعامة للعضو المتقاطع الأمامي / الرادياتير من الكربون المركب.
```

## الخارج
طورت نيسان عملية طلاء من 6 مراحل بطبقة مزدوجة شفافة وطلاء مقاوم للكسر لاستخدامها في المناطق الحساسة في هيكل GT-R تستخدم اللمسات النهائية ذات التأثير السائل الاختيارية عملية من 8 مراحل مصقولة يدويًا مع طلاء معدني فضي فائق خاص بالمنتج وثلاث طبقات من  معطف نظيف.

## ميزات اختيارية
يحتوي الطراز بريميوم لـ GT-R على جناح خلفي بلون الهيكل، بينما يحتوي الإصدار الأسود على جناح خلفي جاف من ألياف الكربون. تم تجهيز كلا الطرازين بريميوم وبلاك ايديشن بمصابيح أمامية (LED)، ومصابيح أمامية أوتوماتيكية للتشغيل / الإيقاف، ومصابيح إل أي دي نهارية، ومصابيح خلفية LED وأضواء فرامل، ومرايا جانبية مزدوجة التدفئة بلون الهيكل، ومرايا جانبية قابلة للطي كهربائيًا، مقابض أبواب مُثبتة من الألومنيوم، وأربعة منافذ عادم مقاس 5 بوصات مع أطراف مصقولة وزجاج شمسي مخفض للأشعة فوق البنفسجية.

## المواصفات
يتم تشغيل نيسان GT-R بواسطة VR38DETT محرك V6 ، 3,799 سم3 (3.8 ل؛ 231.8 بوصة3) دي أو أتش سي V6 مع قوس سلك نقل البلازما رش ثقوب أسطوانية. اثنان متوازيان توفر شاحن توربيني الاستقراء القسري. تم تصنيف النماذج المصنعة بين عامي 2007 و 2009 وفقًا لإخراج المحرك الذي تطالب به الشركة المصنعة والذي يبلغ 358 كـو (487 PS؛ 480 حصان) عند 6400 دورة في الدقيقة و
عند 3200 / 5200 دورة في الدقيقة. يفي المحرك أيضًا بـ مركبة ذات انبعاثات منخفضة للغاية من مجلس موارد الهواء في كاليفورنيا معايير (أوليف). معيار GT-R ونيسمو GT-R لهما.